# El Hadjira
El Hadjira est une commune de la wilaya de Ouargla en Algérie.